# Parador Independencia
Parador Independencia es una estación ferroviaria ubicada en la intersección de las calles Independencia y Alsina en la ciudad de Godoy Cruz, en el Departamento Godoy Cruz, Provincia de Mendoza, República Argentina.

## Historia
La estación fue inaugurada el 28 de febrero de 2012, junto con el resto de las estaciones de la línea. Es una estación intermedia del servicio que une Estación Gutiérrez y Estación Mendoza.

## Imágenes

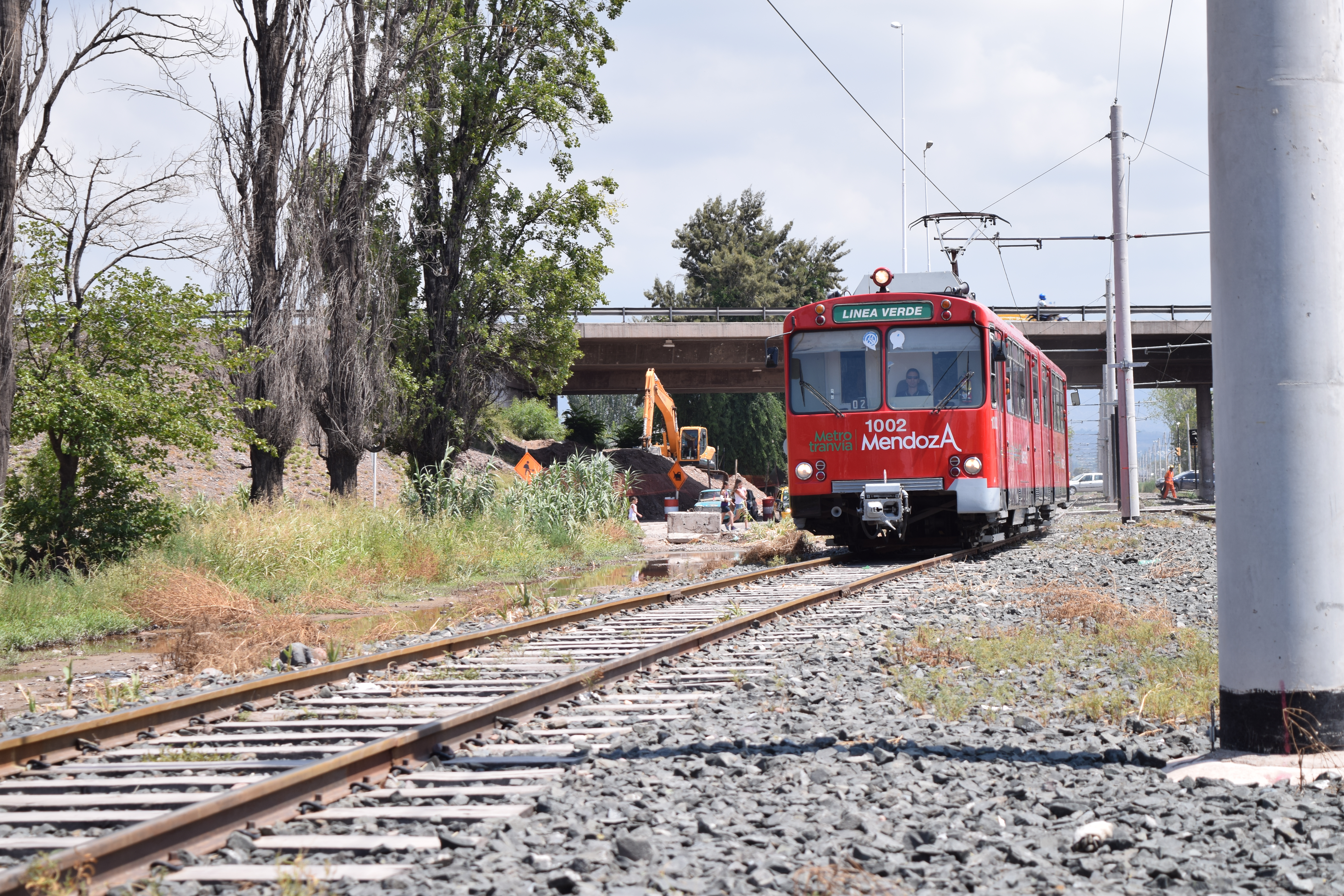
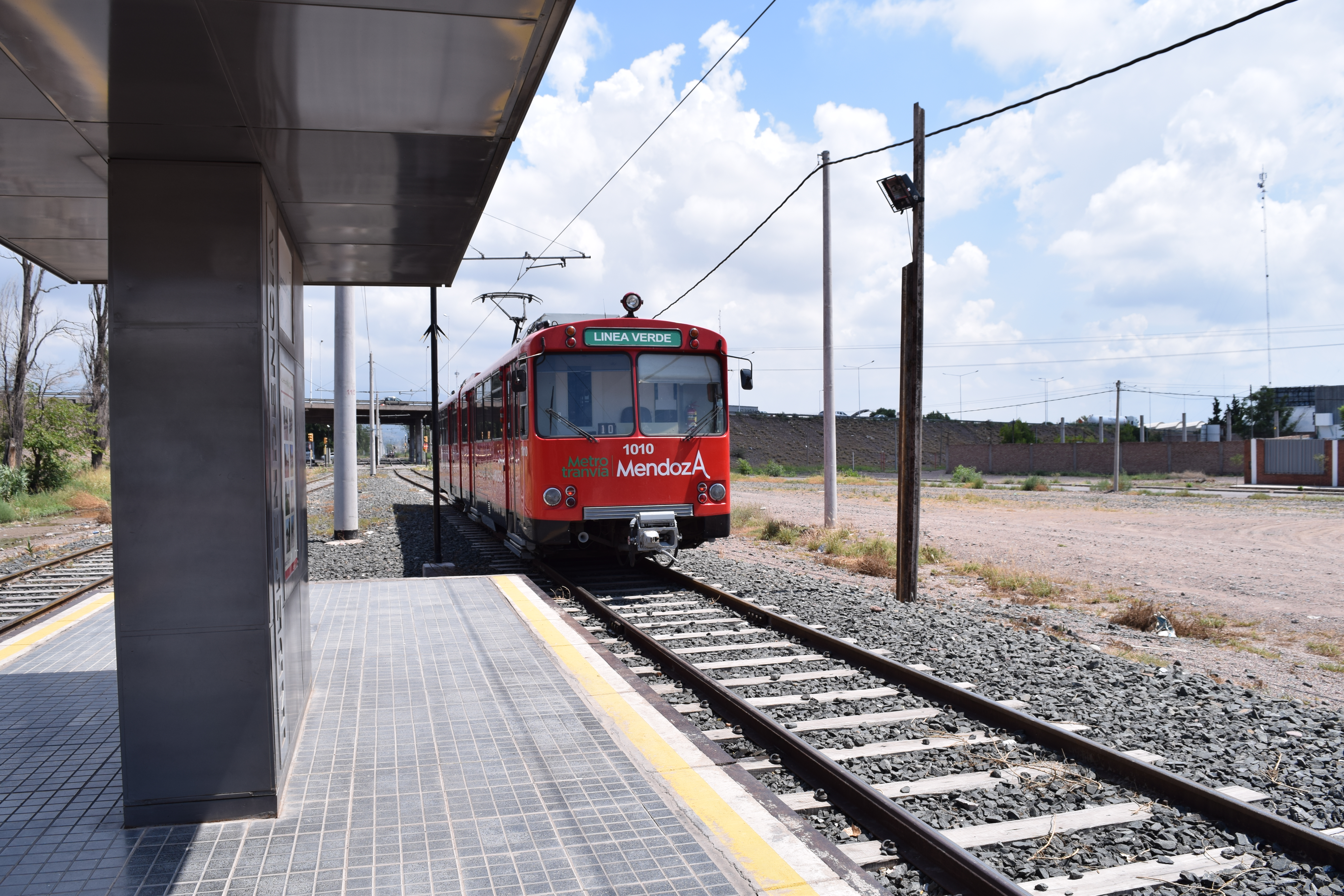
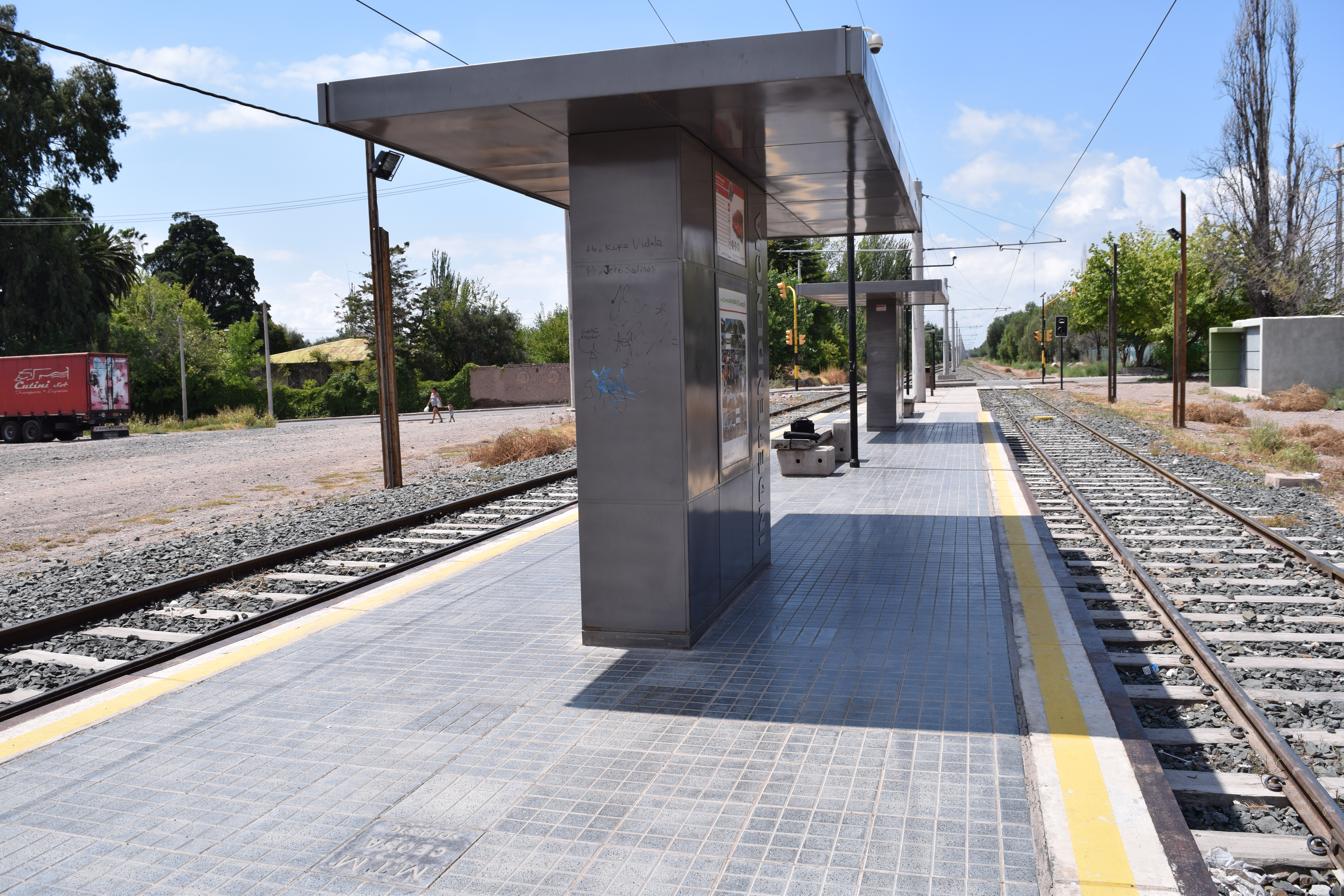